# Ranken River
Ranken River är ett vattendrag i Australien. Det ligger i territoriet Northern Territory, omkring 1 100 kilometer sydost om territoriets huvudstad Darwin.
Trakten runt Ranken River består i huvudsak av gräsmarker. Trakten runt Ranken River är nära nog obefolkad, med mindre än två invånare per kvadratkilometer. Genomsnittlig årsnederbörd är 313 millimeter. Den regnigaste månaden är februari, med i genomsnitt 73 mm nederbörd, och den torraste är september, med 1 mm nederbörd.